# Blogger
Blogger är en webbplats som använder ett publiceringsverktyg för att publicera sina användares bloggar på Internet. Bloggar som publiceras på Blogger läggs under domännamnet blogspot.com.
Blogger startades den 23 augusti 1999 av Pyra Labs. I februari 2003 köptes Pyra Labs av Google Inc, och sedan dess har Blogger integrerats med Googles övriga tjänster, exempelvis är användandet av tjänsten kopplat till ett Google-konto som även kan användas på Gmail eller Youtube. Det är helt fritt att använda Blogger och man kan skapa 100 bloggar på samma Blogger-konto. Det visas ingen reklam på bloggarna såvida man inte själv väljer att visa Google-annonser, vilket man får betalt för genom Googles annonssystem AdSense.
Blogger finns för närvarande tillgängligt på 41 olika språk, inklusive svenska.

## Funktioner

### Publicering
Blogginläggen skrivs i en textruta med skrivläge för både enkel text och för HTML-kod. Det finns en funktion för uppladdning av bilder och videoklipp som man sedan kan bifoga i inlägget. De bilder och video-filmer man laddar upp, sparas på Bloggers server. Det är även möjligt att märka varje inlägg med så kallade etiketter (taggar) för att sedan kunna visa alla inlägg med en viss etikett på samma sida. Det går att använda totalt 2000 olika etiketter i en blogg och 20 olika för varje inlägg.

### Blogglayout och mallar
Det är möjligt att anpassa designen på bloggen med hjälp av mallar. Antingen kan man välja en av de 16 mallarna som redan finns tillgängliga eller så kan man skapa en på egen hand; dock krävs det då att man har en viss kunskap av HTML och CSS. Mallen är i XML-format och kan antingen redigeras direkt på webbplatsen eller laddas hem och redigeras i en texteditor. Även standardmallarna går att redigera på ett enklare sätt direkt på webbplatsen där man kan välja teckensnitt, textfärg, bakgrundsfärg m.m.

### Sidelement
Blogger har även en funktion för så kallade sidelement (widgets), dvs. små funktioner som läggs till i sidospalten bredvid bloggtexten. Dessa kan exempelvis vara en "om mig"-ruta med en liten bild på användaren och en kort beskrivning av bloggen, en sökruta för att söka i bloggen med, ett bloggarkiv med navigering över tidigare inlägg, ett taggmoln med de taggar (etiketter) man använt till sina inlägg, etc. Det går att flytta runt sidelementen så att de hamnar i den ordning man vill ha dem; "om mig"-rutan brukar exempelvis ligga ovanför bloggarkivet.

### Bloggskribenter
Under Bloggers inställningar kan man lägga till flera skribenter till bloggen, så att flera personer kan publicera inlägg i samma blogg. Samtliga skribenter måste dock ha ett Google-konto. Det går att lägga till max 100 skribenter till en blogg.

### RSS-flöden
Blogger genererar automatiskt RSS-flöden till varje blogg som publiceras. Det finns två olika flöden att prenumerera på; blogginlägg (RSS och Atom) och inläggskommentarer (RSS och Atom).

## Blockeringar i länder
Blogger har blockerats under vissa perioder i följande länder:
- Fiji
- Iran
- Kina
- Myanmar
- Pakistan
- Syrien